# Lauge Dahlgaard
Lauge Dahlgaard (1. januar 1919 i København – 26. marts 1996) var en dansk politiker (Radikale Venstre) og minister.
- Arbejdsminister i Regeringen Hilmar Baunsgaard fra 2. februar 1968 til 11. oktober 1971

Lauge Dahlgaard var søn af Bertel Dahlgaard og far til Frank Dahlgaard.
Begravet på Gentofte Kirkegård.